# Dolichocephala sinica
Dolichocephala sinica är en tvåvingeart som beskrevs av Horvat 1994. Dolichocephala sinica ingår i släktet Dolichocephala och familjen dansflugor.
Artens utbredningsområde är Sichuan (Kina). Inga underarter finns listade i Catalogue of Life.